# Вернон, Джон
Джон Кит Вернон (англ. John Keith Vernon, настоящее имя Адольфус Раймондус Вернон Агопсович (Adolphus Raymondus Vernon Agopsowicz); род. 24 февраля 1932, Зенер, Саскачеван, Канада — 1 февраля 2005, Уэствуд, Калифорния, США) — канадский актёр. После того, как стал звездой телевидения в Канаде, продолжил карьеру в Голливуде.

## Биография
Джон Вернон родился в 1932 году в канадской деревне Зенер. Он был одним из двух сыновей бакалейщика Адольфа Агопсовича и его жены Элеонор Крюкель. Семьи обоих родителей, имевшие армянские, немецкие и польские корни, эмигрировали в конце XIX века в канадскую провинцию Саскачеван из австро-венгерского герцогства Буковина.
C 1935 по 1953 годы Вернон учился в школе св. Иосифа, затем в колледже Кэмпион в Реджайне, столице провинции Саскачеван. Там же началась его актёрская карьера в Реджайнском Малом Театре. Вернон учился в Школе изящных искусств города Банф и в лондонской Королевской академии драматического искусства, и позже стал актёром в телепостановках канала CBC Television. В 1974 сыграл роль Мальволио из «Двенадцатой ночи» в Королевском шекспировском театре.
Джон Вернон дебютировал в кино в 1956 году, озвучивая роль Большого Брата в «1984» режиссёра Майкла Андерсона, экранизации одноимённого романа Джорджа Оруэлла. После этого он вернулся в Канаду и получил опыт киноактёра, играя в сериалах «Буксирщица Энни» и «Соколиный Глаз и последний из Могикан».
Дебют на Бродвее состоялся в 1964 году в постановке «Королевская охота за солнцем» вместе с Кристофером Пламмером и Дэвидом Кэррадайном. В 1960-е Вернон играл вместе с Коллин Дьюхерст в телепостановке пьесы Эдны О’Брайен «Дешевый букет прелестных цветов» (англ. A Cheap Bunch of Nice Flowers) и в «Дяде Ване» вместе с Уильямом Хаттом и Ритой Гэм. C 1966 до своего переезда в США в 1968 году Джон Вернон снимался в канадском телесериале «Уоджек».
В 1967 году Вернон сыграл одну из главных ролей в знаменитом триллере «Выстрел в упор» с Ли Марвином. В 1969-м получает роль кубинского революционера Рико Парра в шпионском фильме Альфреда Хитчкока «Топаз». Также в конце 60-х — начале 70-х Вернон появляется в нескольких эпизодах таких известных телесериалов, как «Гавайи 5-O» и «Миссия невыполнима».
Благодаря роли мэра в «Грязном Гарри» с Клинтом Иствудом Джон Вернон получил международную известность. Но по-настоящему знаменитым его сделала роль Вернона Уормера, строгого декана колледжа из культовой молодёжной комедии «Зверинец» 1978 года.
С середины 1980-х Джон Вернон начинает много работать на озвучивании мультипликационных фильмов. Среди его работ — мультсериалы «Дикий огонь», «Динозавры», «Бэтмен», «Человек-паук» и «Невероятный Халк». Последними работами Джона Вернона стали мультсериал «Ужасные приключения Билли и Мэнди» и сказочный мультфильм «Дельго» . В 2000-х принимает участие в озвучивании таких известных компьютерных игр, как «Baldur’s Gate II: Shadows of Amn», «Fallout: Brotherhood of Steel» и «Area 51»
Джон Вернон скончался 1 февраля 2005 в Лос-Анджелесе в результате осложнений после перенесенной ранее операции на сердце.

## Личная жизнь
Брак Джона Вернона с Нэнси Уэст закончился разводом. От этого брака осталось трое детей: актриса Кейт, певица Нэнси и сын Крис Вернон.

## Избранная фильмография
| Год       |   | Русское название                      | Оригинальное название                | Роль                     |
| --------- | - | ------------------------------------- | ------------------------------------ | ------------------------ |
| 1957—1957 | с | Соколиный Глаз и последний из Могикан | Hawkeye and the Last of the Mohicans |                          |
| 1963—1965 | с | Лесные рейнджеры                      | The Forest Rangers                   |                          |
| 1967      | ф | Выстрел в упор                        | Point Blank                          | Мэл Рис                  |
| 1966—1968 | с | Уоджек                                | Wojeck                               | доктор Стив Уоджек       |
| 1969      | ф | Жюстин                                | Justine                              | Нессим                   |
| 1969      | ф | Скажи им, что Билли-Бой здесь         | Tell Them Willie Boy Is Here         | Джордж Хакер             |
| 1969      | ф | Топаз                                 | Topaz                                | Рико Парра               |
| 1971      | ф | Без лица                              | Face-Off                             | Фред Уэйрс               |
| 1971      | ф | Грязный Гарри                         | Dirty Harry                          | мэр Сан-Франциско        |
| 1972      | ф | Страх отпирает двери                  | Justine                              | Виланд                   |
| 1973      | ф | Чарли Вэррик                          | Charley Varrick                      | Мейнард Бойл             |
| 1974      | ф | Сладкий фильм                         | Sweet Movie                          | мистер Капитал           |
| 1974      | ф | Чёрная ветряная мельница              | The Black Windmill                   | МакКи                    |
| 1975      | ф | Бранниган                             | Brannigan                            | Ларкин                   |
| 1976      | ф | Джоси Уэйлс — человек вне закона      | The Outlaw Josey Wales               | Флетчер                  |
| 1977      | ф | Необычный день                        | Una giornata particolare             | Эмануэле, муж Антониетты |
| 1977      | ф | Жуткие создания                       | The Uncanny                          | Помрой                   |
| 1978      | ф | Анджела                               | Angela                               | Бен Кинкейд              |
| 1978      | ф | Зверинец                              | National Lampoon's Animal House      | Вернон Уормер            |
| 1980      | ф | Герби сходит с ума                    | Herbie Goes Bananas                  | Приндл                   |
| 1982      | ф | Аэроплан II: Продолжение              | Airplane II: The Sequel              | доктор Стоун             |
| 1983      | ф | Шторы                                 | Curtains                             | Джонатан Страйкер        |
| 1983      | ф | Женщины за решёткой                   | Chained Heat                         | надзиратель Бэкман       |
| 1984      | ф | Чужая кровь                           | Le sang des autres                   | Шарль                    |
| 1984      | ф | Дикие улицы                           | Savage Streets                       | Андервуд                 |
| 1985      | ф | Студенческие каникулы                 | Fraternity Vacation                  | Феррет                   |
| 1985      | ф | Проводя время                         | Doin' Time                           | Биг Мак                  |
| 1987      | ф | Эрнест в лагере                       | Ernest Goes To Camp                  | Шерман Кредер            |
| 1988      | ф | Клоуны-убийцы из космоса              | Killer Klowns From Outer Space       | Кёртис Муни              |
| 1988      | ф | Я достану тебя, ублюдок               | I’m Gonna Git You Sucka              | Мистер Биг               |
| 1989      | ф | Гангстерская история                  | Mob Story                            | Дон Лучано               |
| 1992      | ф | Голая правда                          | The Naked Truth                      | Вон Бало                 |
| 1994      | ф | Заложник на день                      | Hostage For a Day                    | Рейган                   |
| 1995      | ф | Коварный умысел                       | Malicious                            | детектив Пронцини        |
| 2002      | ф | Парни из женской общаги               | Sorority Boys                        | старик                   |